# سن سوسیو بارونیا
سن سوسیو بارونیا (به ایتالیایی: San Sossio Baronia) یک کومونه در ایتالیا است که در استان آولینو واقع شده‌است.

## خصوصیات
سن سوسیو بارونیا ۱۹ کیلومترمربع مساحت و ۱٬۷۳۸ نفر جمعیت دارد و ۶۵۰ متر بالاتر از سطح دریا واقع شده‌است.